# منال يعقوبي
 منال يعقوبي (ولدت 25 يونيو 1992) هي لاعبة كرة طائرة جزائرية.

## معلومات الاندية
النادي الحالي : نجمة الشلف 
- منتخب الجزائر لكرة الطائرة سيدات
- البطولة الجزائرية لكرة الطائرة سيدات